# Ansitz Nussdorf

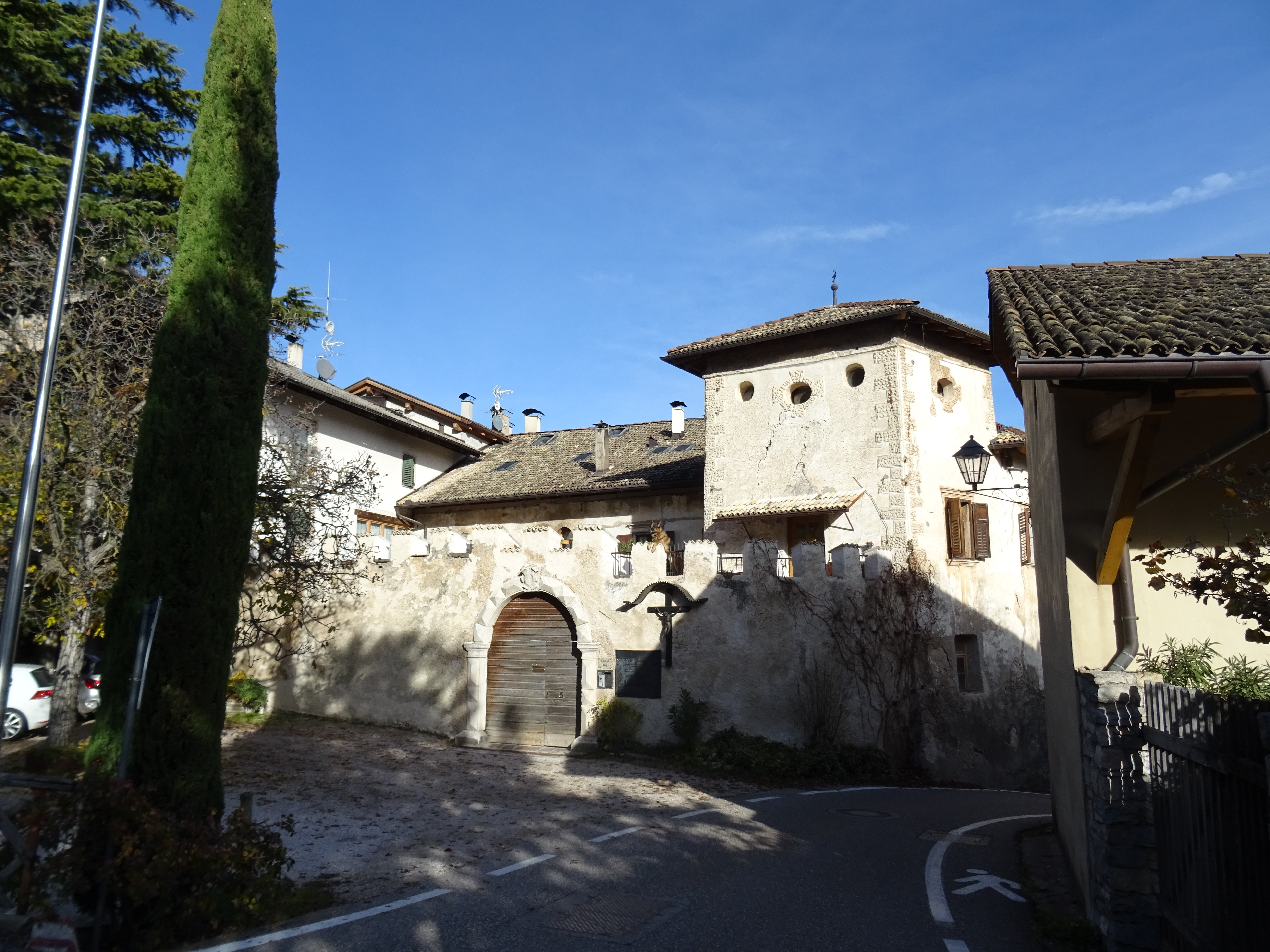
Ansitz Nussdorf

Der Ansitz Nussdorf (auch Nußdorf) ist ein geschütztes Baudenkmal in Kurtatsch in Südtirol.

## Geschichte
Den Edelsitz ließen 1609 die In der Maur errichten. Darauf folgten 1780 als Eigentümer die Kager und Manfroni sowie seit 1825 die Barone von Widmann. Später kam das Anwesen in bäuerlichen Besitz. Seit 1951 steht Nussdorf in der staatlichen Liste der Baudenkmäler. Bei dem Ansitz Nussdorf handelt es sich um ein herrschaftliches Wohngebäude mit Zinnenmauer, einem Rundbogenportal und einem viereckigen Turm.